# Medellínkartellen
För andra betydelser, se Medellín (olika betydelser).
Medellínkartellen, spanska: Cartel de Medellín, var ett colombianskt narkotikasyndikat bestående av gangsterfamiljer från Medellín, som från slutet av 1970-talet fram till början av 1990-talet kontrollerade huvuddelen av den illegala kokainhandeln i Colombia. 
Kartellens politiska ambitioner och dess våldsanvändning ledde under 1990-talet till starka konflikter med den colombianska regeringen. Medellínkartellen var en professionell organisation med specialutbildad personal, som piloter, kemiingenjörer, advokater och ekonomer. I kampen mot de konkurrerande narkotikaligorna, och myndigheterna användes yrkesmördare. Förutom mord på politiker, domare, poliser och journalister ägnade sig Medellínkartellen åt regelrätt terrorverksamhet även mot civilbefolkningen. Bland annat sprängde man ett flygplan i försök att döda presidentkandidaten César Gaviria, ett attentat som dödade 110 personer (dock ej Gaviria, som inte var ombord). Kartellen rapporterades 1993 ha haft cirka 3 000 vakter och torpeder i sin tjänst. I samband med dödsskjutningen av kartelledaren Pablo Escobar 1993 upplöstes Medellínkartellen.